# Witold Leszczyński
Witold Leszczyński (Łódź, 16 de agosto de 1933 - 1 de septiembre de 2007) fue un guionista y director de cine polaco. En 1967 se graduó en la Escuela Nacional de Cine, Televisión y Teatro en Lodz. Dirigió una treintena de películas entre 1959 y 2007. La más conocida es Żywot Mateusza (Los días de Mateo) basada en una novela del escritor noruego Tarjei Vesaas, Konopielka, adaptada de una novela de Edward Redliński, Siekierezada basada en una novela de Edward Stachura y muchos otros.
Recibió numerosos premios, incluido el Gran Premio en el Festival de Cine de Polonia en 1986.
El director murió durante el rodaje de su película Stary człowiek i pies (El viejo y el perro) en 2007.

## Filmografía
- 1959: Portret mężczyzny z medalionem
- 1960: Skowronek
- 1961: Zabawa
- 1963: Mansarda
- 1963: Przygoda noworoczna
- 1967: Żywot Mateusza
- 1969: Qu'est-ce qui fait courir Jacky?
- 1972: Rewizja osobista
- 1977: Rekolekcje
- 1978: Przemysłowy Instytut Elektroniki '78
- 1979: Pełnia
- 1981: Konopielka
- 1985: Siekierezada
- 1993: Koloss
- 2001: Requiem
- 2005: Po sezonie
- 2007: Stary człowiek i pies